# Tate-Archbold-Hufeisennase
Die Tate-Archbold-Hufeisennase (Rhinolophus tatar) ist eine Fledermaus in der Familie der Hufeisennasen, die auf Sulawesi vorkommt. Das Taxon wurde längere Zeit als Unterart der Breitohr-Hufeisennase (Rhinolophus euryotis) geführt. Seit 2013 ist es aufgrund genetischer Differenzen als Art anerkannt.
Die Art (oder Unterart) wurde ursprünglich 1939 von den Zoologen George Henry Hamilton Tate und Richard Archbold beschrieben. Durch ein Missgeschick gaben sie dem Tier einen ungültigen Namen. Deswegen publizierten Wim Bergmans und Frank G. Rozendaal 1982 eine Neubeschreibung. Der wissenschaftliche Artname besteht aus den Anfangsbuchstaben der „Erstbeschreiber“.

## Merkmale
Rhinolophus tatar hat 48,7 bis 51,0 mm lange Unterarme, einen 16,3 bis 20,2 mm langen Schwanz, 11,5 bis 12,4 mm lange Hinterfüße und 19,1 bis 20,5 mm lange Ohren. Die Art ist etwas größer und robuster als die Indonesische Hufeisennase (Rhinolophus arcuatus), mit der sie viele andere Merkmale teilt. Wie bei den anderen Familienmitgliedern hat das 9 bis 10 mm breite Nasenblatt eine hufeisenförmige Grundform. Die dreieckigen und durchscheinenden Ohren sind in Kopfnähe gelblich weiß und an den Spitzen graubraun. Weiterhin sind die graubraunen Flügel durchscheinend. Auf ihrer Unterseite nahe am Rumpf kommen Haare vor. Markantes Merkmal ist ein Höcker im Schädel zwischen Nasenblatt und Stirn. Das wollige Fell wird aus Haaren gebildet die an der Basis weiß und an der Spitze braun sind.

## Verbreitung und Lebensweise
Diese Hufeisennase wurde in allen Regionen Sulawesis registriert. Sie scheint in Bäumen zu ruhen, könnte jedoch auch Höhlen nutzen. Rhinolophus tatar jagt Insekten.

## Status
Gebietsweise können sich Waldrodungen negativ auf den Bestand auswirken. Die IUCN listet Rhinolophus tatar als nicht gefährdet (least concern).